# Avahi (program)
Avahi – wolna implementacja specyfikacji Zeroconf firmy Apple Inc., zawierająca system do wykrywania usług multicast DNS/DNS-SD. Avahi pozwala programom na publikowanie i wykrywanie usług i hostów w sieci lokalnej. Użytkownik może na przykład podłączyć laptop do sieci i od razu wykryć drukarki, usługi typu FTP czy SSH, a nawet osoby, z którymi można porozmawiać.
Cały program udostępniony jest na licencji LGPL.
Dzięki modularnej architekturze, Avahi jest zintegrowany z głównymi środowiskami graficznymi takimi jak GNOME i KDE.
Projekt Avahi został zapoczątkowany z powodu kontrowersyjnej licencji Apple, na której został opublikowany Bonjour. Od tego czasu Bonjour doczekał się zmiany licencji na mniej kontrowersyjną Apache License. Avahi stał się już jednak standardową implementacją mDNS/DNS-SD na wolnych systemach operacyjnych takich jak GNU/Linux czy FreeBSD.

## Historia
Avahi był rozwijany przez Lennarta Poetteringa i Trenta Lloyda. Jest rezultatem połączenia implementacji mDNS/DNS-SD Poetteringa „FlexMDNS” i programu Lloyda „Avahi” w 2005 roku. Więcej kodu pochodzi z pierwszego projektu jednak nazwa drugiego została wybrana dla nowego programu.
Avahi początkowo było rozwijane pod skrzydłami freedesktop.org, ale teraz stało się osobnym projektem, w dalszym ciągu jednak korzysta z D-BUS rozwijanego przez freedesktop.org.
Nazwa Avahi odnosi się do małpiatki z rodziny indrisowatych zamieszkującej wyłącznie Madagaskar. Trentowi spodobała się nazwa i tak już zostało. Logo projektu to odzwierciedla.